# Geetbets
Geetbets est une commune néerlandophone de Belgique située en Région flamande dans la province du Brabant flamand.
Le château de Betz (nl) était occupé autrefois par le baron Fernand de Ryckman de Betz.  Il était l'auteur de l'Armorial général de la noblesse belge et de bien d'autres livres.

## Sections de commune
| # | Nom      | Superf. (km²). | Habitants (2020). | Habitants par km² | Code INS |
| - | -------- | -------------- | ----------------- | ----------------- | -------- |
| 1 | Geetbets | 16,06          | 3.374             | 210               | 24028A   |
| 2 | Grazen   | 3,29           | 596               | 181               | 24028C   |
| 3 | Rumigny  | 16,16          | 2.166             | 134               | 24028B   |

## Héraldique
|  | La commune possède des armoiries qui lui ont été octroyées le 26 mai 1987. Le Saint-Paul dans les armoiries provient des anciennes armoiries, tandis que la croix fait référence à Rumigny. Au lieu des trois cercles des anciennes armoiries de Rumigny, la nouvelle commune issue des fusions de 1977 choisit une croix parmi les armoiries de la famille Hoen de Cartils. Le village de Rumigny était une possession de la famille au XVIe siècle. Ils agrandirent leurs biens et gardèrent le village jusqu'en 1772. Les armoiries précédentes avaient été officiellement accordées le 16 décembre 1932. Celle-ci montraient une courbure ondulée symbolisant la rivière Gette, d'où le nom du village, qui traverse les champs verdoyants. Les deux diamants et l’étrier proviennent des armoiries de la famille Rijckman, les Seigneurs de Geetbets, depuis le milieu du XVIIe siècle. Ces armoiries étaient potrtée par Saint-Paul qui se trouve sur le blason actuel. Blasonnement : Parti; en 1 de sinople à un Saint-Paul d'argent tenant un livre de sa main dextre et une épée de sa main senestre; en 2 de gueules à une croix d'or. - Délibération communale : 27 janvier 1987 - Arrêté de l'exécutif de la communauté : 26 mai 1987 - Moniteur belge : 3 décembre 1987 Source du blasonnement : Heraldy of the World. |

## Démographie

### Démographie: Avant la fusion des communes
- Source: DGS recensements population

### Démographie: Commune fusionnée
Graphe de l'évolution de la population de la commune (la commune de Geetbets étant née de la fusion des anciennes communes de Geetbets, de Grazen et de Rumigny, les données ci-après intègrent les trois communes dans les données avant 1977).
Les chiffres des années 1831 à 1970 tiennent compte des chiffres des anciennes communes fusionnées.
- Source: DGS , de 1831 à 1981=recensements population; à partir de 1990 = nombre d'habitants chaque 1 janvier[3]